# فاطمة الزهراء نعينيع
فاطمة الزهراء نعينيع (مواليد 20 سبتمبر 2006)، هي لاعبة كرة قدم مغربية تلعب في مركز الجناح الأيمن في هلال تمارة في المنتخب الوطني النسوي لأقل من 20 سنة تلعب في مركز الظهير الايمن.

## حياتها
كانت بدايتها الأولى مع النادي القنيطري النسوي وعمرها لم يتجاوز ال 12 سنة هي فاطمة الزهراء نعينيع لاعبة المنتخب الوطني النسوي لأقل من 20 سنة وتوجت سنة 2022 كأحسن لاعبة في البطولة الأفريقية المدرسية بكينشاسا بالكونغو الديموقراطية وكانت انذاك في ربيعها 15 .
وفي 2023 شاركت كأصغر لاعبة أفريقية صحبة المنتخب الوطني النسوي لأقل من 23 سنة في الألعاب الأفريقية «ACCRA 2023» بغانا
ساهمت بشكل كبير في تأهل المنتخب المغربي لأقل من 20 سنة لكأس العالم كولومبيا 2024 حيث لعبت 8 مقابلات كأساسية من أصل 9.
2023/2024 تلعب لفريق هلال تمارة الممارس بالبطولة الإحترافية القسم الأول حيث كانت كأساسية في كل المباريات وتعد الآن من أبرز وأصغر لاعبات البطولة الوطنية النسوية بالقسم الأول الإحترافي .